# Porcul cel fermecat
Porcul cel fermecat este un basm românesc cules de Petre Ispirescu, publicat în aprilie 1876, în broșura Columna lui Traian. Face parte din colecția Legende sau basmele românilor. A fost inclus în Rumanische Märchen, dar și în cartea de basme The Red Fairy Book de Andrew Lang.
Porcul cel fermecat este strâns legată de ciclul internațional de povești ce prezintă mirele ca animal sau o căutare a soțului pierdut, în care o fecioară se căsătorește cu un tânăr cu trup de jivină, încalcă o interdicție și trebuie să îl caute.
O operă bazată parțial pe această poveste, The Enchanted Pig (Porcul fermecat), a compozitorului Jonathan Dove, a avut premiera în 2006.

## Poveste
„Râseră fetele și se veseliră, hihotind și glumind între ele. Fata cea mică însă nu voia să se ducă. 

Cele mai mari nu o lăsară în pace, ci, cu voie, fără voie, o aduse și pe dânsa lângă masă, și cam cu îndoială întoarse și ea foaia și ceti: „Pe fata cea mică a acestui împărat are s-o ia de soție un porc”.”
Un împărat pleacă la război și le spune celor trei fiice ale sale că pot merge oriunde în castel, cu excepția unei camere. Ele nu se supun și găsesc în camera secretă o carte deschisă. În ea scrie că cea mai mare fată se va căsători cu un prinț de la răsărit, a doua cu un prinț de la apus, iar cea mai mică va fi soția unui porc. Mezina este îngrozită, dar surorile ei reușesc să o convingă că un astfel de mariaj este imposibil.

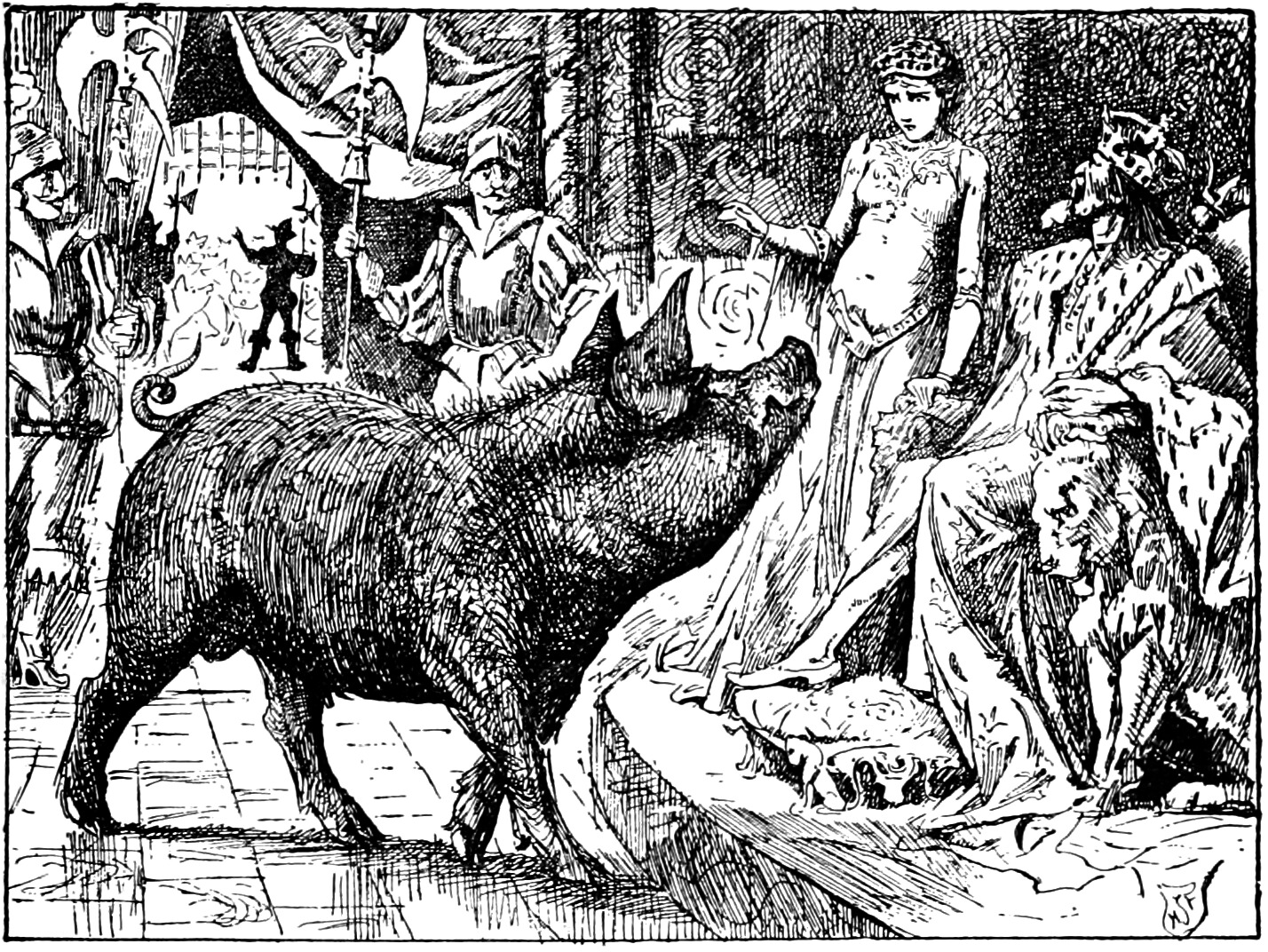
Prințul porc vine la pețit.
Ilustrație din The Red Fairy Book (1890)</br>

Împăratul se întoarce victorios și descoperă, din nefericirea fetei mici, ce au făcut. El se hotărăște să facă față situației. Așa cum fusese prorocit, un prinț se căsătorește cu cea mai în vârstă, iar un altul cu cea mijlocie. Într-o zi, la curtea imperială vine ca pețitor și un porc. Când împăratul refuză să-și dea acordul, străzile încep a geme de porci. Împăratul îi spune atunci fiicei sale că sigur există o vrajă la mijloc, și o sfătuiește să se căsătorească cu prințul porc pentru a rupe blestemul.
Fata îl ascultă și pleacă cu mirele. La el acasă, acesta devine bărbat în fiecare noapte și este atât de bun cu ea, încât îi câștigă inima. Tânăra cere ajutorul unei vrăjitoare pentru a-l scăpa de pielea de animal. Vrăjitoarea îi spune că, pentru a-l elibera, trebuie să îi lege un fir de picior. Când soția face acest lucru, soțul ei se trezește și îi spune că vraja ar fi fost ruptă în trei zile, dar acum el trebuie să rămână în această formă, iar ea nu-l va mai vedea până nu va rupe trei perechi de opinci de fier și va toci un toiag de oțel.
Astfel, fata pornește la drum. Rătăcește mult, până când ajunge la casa Lunii. Muma Lunii o lasă să intre și, în timp ce ea se află acolo, dă naștere unui copil. Muma Lunii îi spune că Luna nu știe unde să îi găsească soțul, dar că poate merge să întrebe mai departe, la Soare. De asemenea, îi dă un pui și îi zice să păstreze toate oasele. Prințesa îi mulțumește, aruncă o pereche de opinci, care era ruptă, și își pune alta.
În cele din urmă, ajunge la casa Soarelui, iar muma acestuia o lasă să intre. Neștiind unde să îi găsească soțul, ea o trimite mai departe, la Vânt. De asemenea, îi dă o găină și îi spune să aibă grijă de oase. Aici, fata aruncă a doua pereche de opinci.

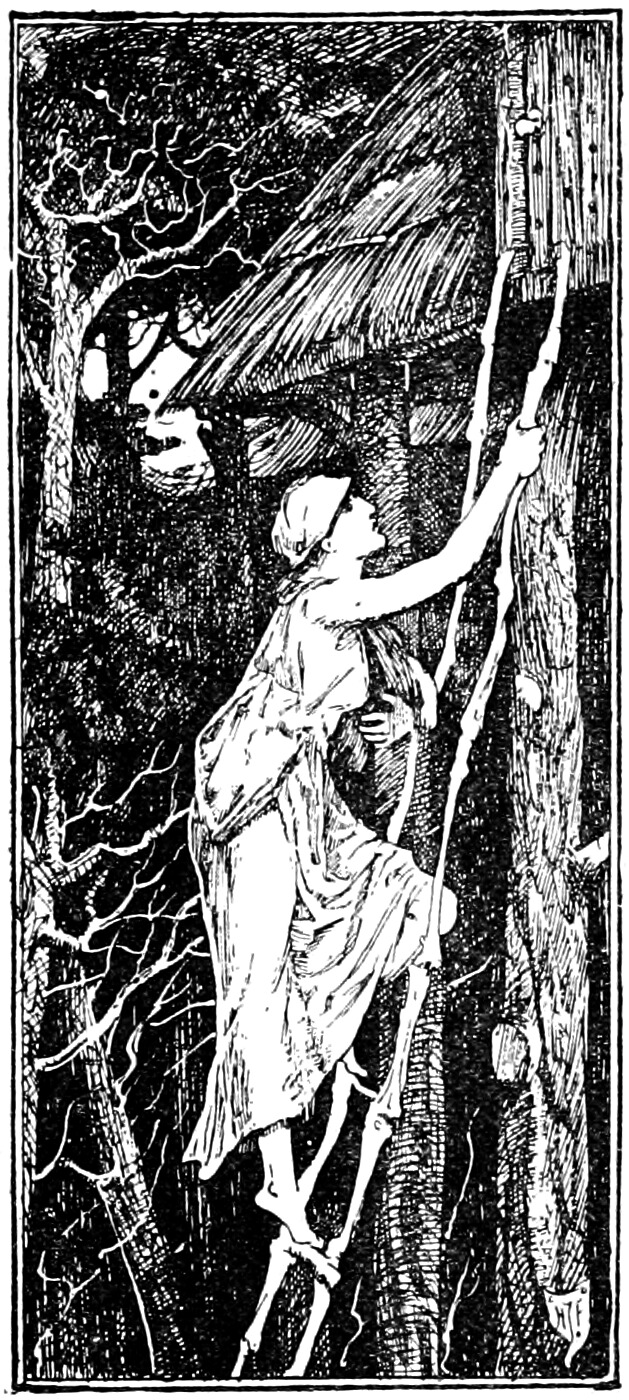
Fata de împărat urcă pe scara de oase.

La casa Vântului, mama lui descoperă că soțul mezinei trăiește într-o pădure pe care nici un topor nu ar putea să o taie. O trimite la el, cu o găină, sfătuind-o să păstreze fiecare os. Prințesa merge mai departe, și își rupe și a treia pereche de opinci. Găsește casa în care locuiește soțul ei, iar oasele se lipesc între ele pentru a-i forma o scară. Îi lipsește un os, așa că își taie degetul mic pentru a completa scara. Soțul ei se întoarce acasă, iar vraja lui este ruptă.
El dezvăluie că este un prinț care a ucis un zmeu, iar mama acestuia, o vrăjitoare, l-a transformat în porc, și apoi a sfătuit-o să lege firul de piciorul lui pentru a-și menține vraja. În final, ei pornesc spre regatul tatălui său, apoi se întorc în regatul tatălui ei.

## Traduceri
Povestea a mai fost tradusă și publicată în compilația The Foundling Prince & Other Tales (1917). Povestea a fost tradusă ca The Enchanted Hog și de Robert Nisbet Bain, și publicată ca parte a unui supliment în traducerea sa a cărții de basme turcești a lui Ignáz Kunós. Povestea a fost tradusă ca The Enchanted Prince și de Jacob Bernard Segall.
Istoricul român Nicolae Iorga a tradus basmul în franceză sub titlul Le prince à tête de cochon (Prințul cu cap de porc), deși în versiunea sa, eroina trece pe lângă casele personajelor Sainte Lundi (Sfânta Luni), Sainte Vendredi (Sfânta Vineri), Saint Soleil (Sfântul Soare) și Saint Vent (Sfântul Vânt) în drumul spre soțul ei.

## Varianta rromani
Într-o poveste țigănească din Püspökladány, Az elátkozott királyfi, aki sündisznó volt („Prințul fermecat care era un arici”), o regină, care nu știa cum a rămas însărcinată, dă naștere unui arici pe nume Rudolf. Băiatul arici lucrează ca păstor al tatălui său. Într-o zi, el își roagă tatăl să ceară mâna fiicei unui rege străin. Se căsătorește cu fiica cea mare și, în interiorul trăsurii, sare în poala soției sale, înțepându-i pielea. Ea este rănită și se simte jignită. Acest incident are loc și cu fiica mijlocie. Se căsătorește cu cea de-a treia, Ludinca, care nu pare să fie deranjată de gestul său.
Mai târziu, ea îi spune mamei lui, regina, că este însărcinată, iar femeia suspectează infidelitatea. Cu toate acestea, prințesa dezvăluie că soțul ei este un prinț chipeș. Regina îi sugerează să îi ardă pielea în sobă, ceea ce și face. Prințul simte mirosul pielii arzând și se plânge că nu au putut aștepta încă trei nopți. De asemenea, el își blestemă soția să nu nască până când nu o va îmbrățișa de trei ori, și dispare. Ludinca, încă însărcinată, pleacă în căutarea lui. Ajunge la coliba unei bătrâne, care își cheamă fiii, Steaua, Luna și Soarele, pentru a o ajuta pe fecioară. Soarele îi vorbește despre un castel de peste Dunăre, unde locuiește prințesa Tündér (zâna). Bătrâna îi dă o rață de aur pe care să o folosească pentru a o mitui pe prințesa zână pentru trei nopți cu soțul ei.